# Beretta
Beretta (повна назва Fabbrica d'Armi Pietro Beretta, з італ. — «Фабрика зброї П'єтро Беретта») — приватна італійська компанія з виробництва зброї, що працює в декількох країнах. Її продукція перебуває на озброєнні поліції і армії в багатьох країнах світу, а також широко використовується для самооборони цивільними особами. Три чверті продажів припадає на спортивну зброю; Beretta також відома як виробник одягу та аксесуарів для стрільби. Заснована в 16 столітті, компанія Beretta є найстарішим активним виробником компонентів вогнепальної зброї у світі. 1526 року її першим продуктом стали стволи аркебуз; за всіма свідченнями, стволи Beretta оснащували венеційський флот у битві при Лепанто в 1571 році. Beretta постачала зброю для кожної великої європейської війни з 1650 року.

## Історія
Долина Валь-Тромпія, розташована на півночі Італії в провінції Брешія, Ломбардія, з часів Римської імперії славиться видобуванням залізної руди. У Середньовіччя вона була відома своїми металевими заводами, а після епохи Відродження стала центром виробництва зброї. До середини 16 століття у Валь-Тромпії було сорок металевих заводів, які постачали сировину з п'ятдесяти шахт і восьми плавильних заводів. Батьківщина компанії Beretta знаходиться в селі Гардоне, розташоване на березі річки Мелла, в середній частині долини Валь Тромпія (тобто між верхньою і нижньою долиною).

## Продукція

### Напівавтоматичні пістолети
- Beretta Model 1915
- Beretta M1923
- Beretta 418
- Beretta M1934 / Beretta M1935
- Beretta M1951
- Beretta 70 series
  - Beretta 70
  - Beretta 71 Jaguar
  - Beretta 72 Jaguar
  - Beretta 73, 74, 75
  - Beretta 76
  - Beretta 100, 101, 102
- Beretta Cheetah
  - Beretta 80X
  - Beretta 81
  - Beretta 84
  - Beretta 85
  - Beretta 86
  - Beretta 87
  - Beretta 89
- Beretta 8000
  - Beretta 8000 Cougar
  - Beretta 8045 Cougar
  - Beretta Cougar Inox
  - Beretta Mini Cougar
- Beretta 90
- Beretta 9000
  - Beretta 9000S

- Beretta 92
  - Beretta 90two
  - Beretta 92F
  - Beretta 92F/FS
  - Beretta 92FS Inox
    - Beretta 92FS Compact
    - Beretta 92FS Centurion
    - Beretta 92FS Brigadier
    - Beretta 92FS Brigadier Inox

  - Beretta 92G Elite 1A
    - Beretta 92G Elite II

  - Beretta 92S
    - Beretta 92SB
      - Beretta 92SB-C

  - Beretta 92A1
  - M9
  - Beretta 92X
- Beretta 96
  - Beretta 96A1
- Beretta Px4 Storm
  - Beretta Px4 Storm Compact
  - Beretta Px4 Storm Subcompact
- Beretta U22 Neos
- Beretta APX
- Beretta 21 Bobcat
  - Beretta 21A Bobcat
- Beretta 3032 Tomcat
- Beretta 950 Jetfire
- Beretta Nano
- Beretta Pico

### Револьвери
- Beretta Stampede
- Beretta Laramie
- Manurhin MR73

### Рушниці
- Beretta 1200
- Beretta 1200 FP
- Beretta 1201
- Beretta 1201FP
- Beretta AL390
- Beretta AL391 Urika and Teknys
- Beretta Tx4
  - Beretta Tx4 Storm
- Beretta 1301
  - Beretta 1301 Comp
  - Beretta 1301 Tactical
- Beretta A400
  - Beretta A400 Xcel
  - Beretta A400 Xtreme Unico
  - Beretta A400 Xtreme Plus
  - Beretta A400 Xplor Action
- Beretta A 300 Outlander
- Beretta A 350 Outlander
- Beretta SO4, SO5 and SO6
- Beretta Xtrema
- Beretta Xtrema 2
- Beretta Model A series
- Beretta UGB25 Xcel
- Beretta Folder
- Beretta Ultraleggero
- Beretta Urika
- Beretta Urika 2
- Beretta RS 202-M2
- Beretta LTLX7000
- Beretta 470 Silver Hawk
- Beretta 682
- Beretta 692
- Beretta DT-10
- Beretta DT-11
- Beretta Silver Pigeon
- Beretta bellmonte due

### Гвинтівки та карабіни
- Beretta BM-59
- Beretta 501 (спортивна гвинтівка)
- Beretta Rx4 Storm
- Beretta Cx4 Storm
- Beretta BRX1 з поздовжньо-ковзним затвором[5]

### Штурмові гвинтівки
- Beretta AR70/90
- Beretta AS70/90
- Beretta AR-70/223
- Beretta ARX 160
- Beretta ARX 200

### Пістолети-кулемети
- Beretta Model 1918
- Beretta MAB 38
  - Beretta Model 38A
  - Beretta Model 38/42
  - Beretta Model 38/44
- Beretta Model 3 – післявоєнна модифікація моделі 38/42
- Beretta M12 series
- Beretta PMX
- Beretta Mx4 Storm

### Автоматичні пістолети
- Beretta M951R
- Beretta 93R

### Гранатомети
Beretta GLX-160 (підствольний гранатомет для Beretta ARX160)